# Helle Ryslinge
Helle Ryslinge (née le 10 janvier 1944) est une actrice, réalisatrice, scénariste et compositrice danoise.

## Biographie
Helle Ryslinge commence une carrière dans le cinéma dans les années 1970 en faisant des petits rôles dans diverses productions danoises et en composant la musique de trois films. En 1986, elle se démarque en étant réalisatrice et scénariste du film Cœurs flambés.
Après cela, elle continue à jouer dans quelques films et reprend son travail de scénariste en signant le synopsis de Sirup en 1990 et Carlo & Ester en 1994, films qu'elle réalise tous les deux. Ryslinge commence alors à beaucoup moins apparaître comme actrice et se consacre, dans les années 2000, à la production et réalisation de documentaires.

## Filmographie partielle

### Au cinéma
- 1993 : De frigjorte (Fish Out of Water)

## Récompenses et distinctions
- 1990 : Robert de la meilleure actrice dans un second rôle pour Lykken er en underlig fisk

- (en) Helle Ryslinge : Awards, sur l'Internet Movie Database